# Lambert’s Carriage, Cycle and Motor Works
Die Lambert’s Carriage, Cycle and Motor Works war ein britischer Hersteller von Fuhrwerken, Fahrrädern und Dreirädern, der in Thetford (Norfolk) ansässig war. Zwischen 1911 und 1912 stellten sie einen Kleinwagen namens Lambert her.
Der Wagen hatte einen J.A.P.-Motor, der vorne eingebaut war und über ein Dreiganggetriebe und eine Kette das einzelne Hinterrad antrieb. Er hatte einen zweisitzigen Aufbau, der üblicherweise grün mit vertikalen grauen Streifen lackiert war. Das Fahrzeug wurde als „Smartest Car on Three Wheels“ (dt.: intelligentestes Autos auf drei Rädern) verkauft und kostete £ 110,25.